# كروك (كولورادو)
كروك (بالإنجليزية: Crook, Colorado)‏ هي بلدة تقع في مقاطعة لوغان، كولورادو بولاية كولورادو في الولايات المتحدة. تبلغ مساحتها 0.3 (كم²)، وترتفع عن سطح البحر 1131 م، بلغ عدد سكانها 128 نسمة في عام 2000 حسب إحصاء مكتب تعداد الولايات المتحدة وتصل الكثافة السكانية فيها 426.7 نسمة/كم2.

## وصلات خارجية
- The US50 - Cities and Towns in Colorado State
- Colorado Cities and Towns, Facts, Map, Flag, Colleges, Government, and More